# Michael Qualls
Michael Qualls (Shreveport, Luisiana, 20 de enero de 1994) es un jugador de baloncesto estadounidense que actualmente integra la plantilla de los Borneo Hornbills de la IBL de Indonesia. Con 1,96 metros de estatura, juega en la posición de escolta.

## Trayectoria deportiva

### Universidad
Jugó durante tres temporadas con los Razorbacks de la Universidad de Arkansas, en las que promedió 11,0 puntos, 4,5 rebotes, 1,5 asistencias y 0,9 robos de balón por partido. Fue incluido en el segundo mejor quinteto de la Southeastern Conference por los entrenadores en 2015. Tras su temporada júnior se declaró elegible para el Draft de la NBA, renunciando a su último año de universitario.

### Profesional
Durante unas pruebas previas al Draft de la NBA de 2015 con los Phoenix Suns, se fracturó el ligamento cruzado anterior, y se le pronosticó una baja de entre seis y doce meses. A pesar de ello, firmó con los Oklahoma City Thunder para la pretemporada, pero fue despedido antes del comienzo de la temporada. El 3 de noviembre fue adquirido por los Oklahoma City Blue como jugador afiliado de los Thunder, pero fue posteriormente despedido.
El 7 de agosto de 2016 fichó por el Hapoel Gilboa Galil de la liga israelí.
El 22 de febrero de 2024 remplazó a su compatriota Travion Leonard en los Borneo Hornbills de la IBL de Indonesia.